# 프를리스주

프를리스 주의 깃발

프를리스 주의 문장

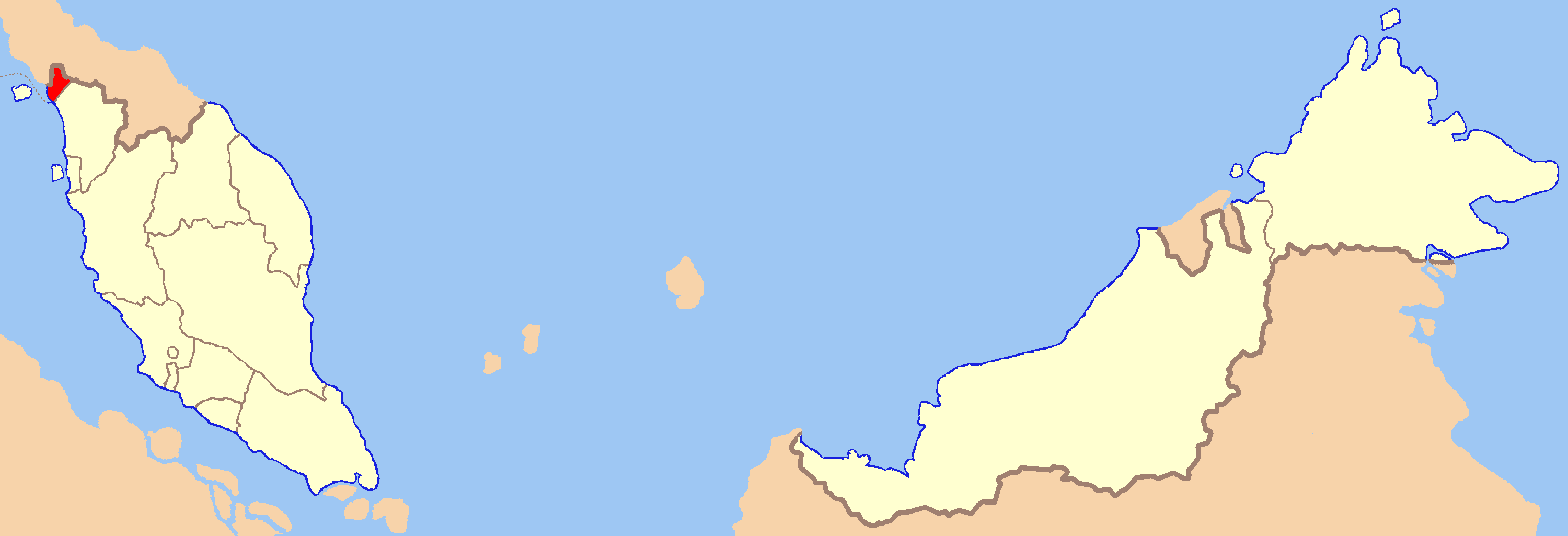
프를리스 주

프를리스주(Perlis)는 말레이시아를 구성하는 13개의 주 가운데 하나로, 말레이시아에서 면적이 가장 작은 주이다. 주도는 캉아르이며 인구는 227,025명(2010년 기준), 면적은 821km2, 인구밀도는 276.5명/km2이다. 남쪽으로는 크다주, 북쪽으로는 태국 사뚠주, 송클라주와 인접해 있다. 정식 명칭은 프를리스 인드라 카양안(Perlis Indera Kayangan)이며, 이슬람/말레이 주임에도 불구하고 'darul'을 사용하지 않는다. 말레이시아를 대표하는 국가원수가 국왕(양디-퍼르투안 아공)이지만, 프를리스주에는 별도의 국왕이 있다. 현재 프를리스주의 국왕은 투앙쿠 셰드 시라주딘이다.